# Cerro del León, Mexiko
Cerro del León är en ort i Mexiko.   Den ligger i kommunen Naolinco och delstaten Veracruz, i den sydöstra delen av landet, 240 km öster om huvudstaden Mexico City. Cerro del León ligger 1 145 meter över havet och antalet invånare är 132.
Terrängen runt Cerro del León är bergig. Runt Cerro del León är det ganska tätbefolkat, med 214 invånare per kvadratkilometer. Närmaste större samhälle är Xalapa, 15,4 km sydväst om Cerro del León. Omgivningarna runt Cerro del León är en mosaik av jordbruksmark och naturlig växtlighet.